# Spomenik tistim, ki so rešili svet
Spomenik tistim, ki so rešili svet je spomenik v Černobilu v Ukrajini, ki je posvečen gasilcem, ki so leta 1986 po veliki jedrski nesreči v Černobilu pogasili požar v reaktorju 4 jedrske elektrarne Černobil. Spomenik je posvečen tudi vsem drugim likvidatorjem, ki so sodelovali pri odpravljanju posledic nesreče.